# Kravaře (Moravia-Slesia)
Kravaře (in tedesco Deutsch Krawarn) è una città della Repubblica Ceca orientale, nel distretto di Opava, nella regione di Moravia-Slesia.